# マツバラン

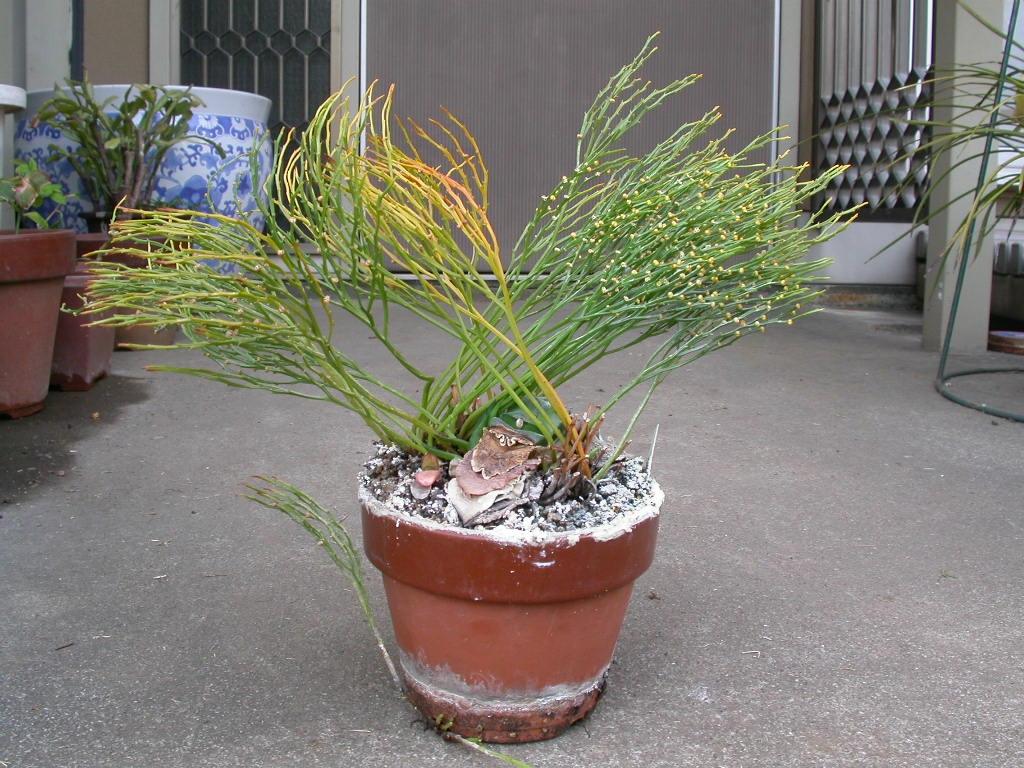
ガステリア属の多肉植物を育てていた鉢で、自然に飛来した胞子より発芽したマツバランを18年後に撮影

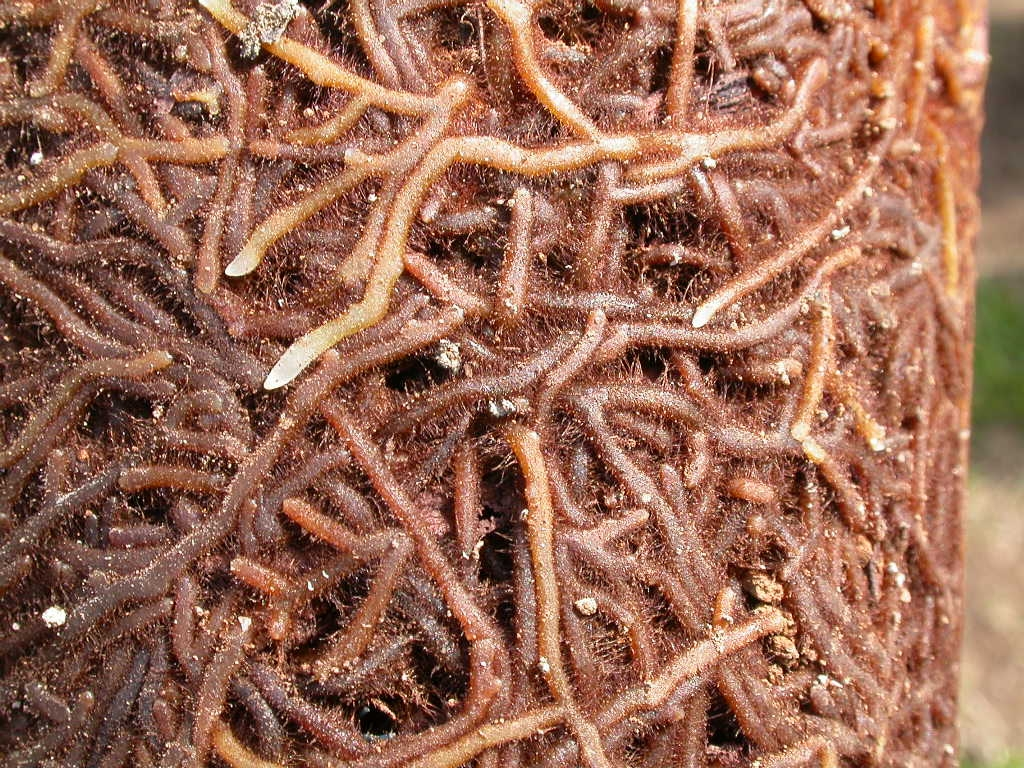
上記のマツバランを植え替えるために鉢から引き抜いて地下茎を示したところ

マツバラン(松葉蘭、Psilotum nudum)は、マツバラン科のシダ植物。マツバラン科では日本唯一の種である。日本中部以南に分布する。

## 特徴
茎だけで葉も根ももたない。胞子体の地上部には茎しかなく、よく育ったものは30cmほどになる。茎は半ばから上の部分で何度か２又に分枝する。分枝した細い枝は稜があり、あちこちに小さな突起が出ている。枝はややくねりながら上を向き、株によっては先端が同じ方向になびいたようになっているものもある。その姿から、別名をホウキランとも言う。先端部の分岐した枝の側面のあちこちに粒のような胞子のうをつける。胞子のう（実際には胞子のう群）は3つに分かれており、熟すと黄色くなる。
胞子体の地下部も地下茎だけで根はなく、あちこち枝分かれして、褐色の仮根（かこん）が毛のように一面にはえる。この地下茎には菌類が共生しており、一種の菌根のようなものである。
地下や腐植の中で胞子が発芽して生じた配偶体には葉緑素がなく、胞子体の地下茎によく似た姿をしている。光合成の代わりに多くの陸上植物とアーバスキュラー菌根共生を営むグロムス門の菌類と共生して栄養素をもらって成長し、一種の腐生植物として生活する。つまり他の植物の菌根共生系に寄生して地下で成長する。配偶体には造卵器と造精器が生じ、ここで形成された卵と精子が受精して光合成をする地上部を持つ胞子体が誕生する。

## 分布と生育環境
日本では本州中部から以南に、海外では世界の熱帯に分布する。
樹上や岩の上にはえる着生植物で、樹上にたまった腐植に根を広げて枝を立てていたり、岩の割れ目から枝を枝垂れさせたりといった姿で生育する。まれに、地上に生えることもある。

## 利用
日本ではその姿を珍しがって、栽培されてきた。特に変わりものについては、江戸時代から栽培の歴史があり、松葉蘭の名で、古典園芸植物の一つの分野として扱われる。柄物としては、枝に黄色や白の斑（ふ）が出るもの、形変わりとしては、枝先が一方にしだれて枝垂れ柳のようになるもの、枝が太くて短いものなどがある。特に形変わりでなくても採取の対象にされる場合がある。岩の隙間にはえるものを採取するために、岩を割ってしまう者さえいる。そのため、各地で大株が見られなくなっており、絶滅した地域や、絶滅が危惧されている地域もある。
- 準絶滅危惧（NT）（環境省レッドリスト）

他方、繁殖力そのものは低いものではなく、人工的環境にも進出し得る性質をもっており、公園の片隅で枝を広げているものが見つかるような場合や、植物園や家庭の観葉植物の鉢で、どこからか飛来した胞子から成長したものが見られる場合すらもある。